# Irving Fryar
(en) Statistiques sur pro-football-reference
Irving Dale Fryar, Sr. (né le 28 septembre 1962 à Township de Mount Holly (New Jersey) est un joueur américain de football américain, qui a évolué au poste de wide receiver. Il a été sélectionné au premier rang du premier tour de la draft 1984 de la NFL par les Patriots de la Nouvelle-Angleterre.

## Biographie
Il a effectué sa carrière universitaire avec l'équipe de football américain de l'Université du Nebraska.
Fryar est sélectionné au premier rang du premier tour de la Draft 1984 de la NFL par les Patriots de la Nouvelle-Angleterre. Malgré son grand talent, il n'explose pas dans le Massachusetts à cause du manque de stabilité au poste de quaterback et de problèmes extra-sportifs.
En 1985, une dispute domestique avec sa femme se finit par une attaque au couteau qui le blesse avant les séries éliminatoires. Fryar a régulièrement été accusé de possession d'armes et d'utilisation de drogues au cours de sa carrière.
En 1986, Fryar se blesse à l'épaule contre les Bills de Buffalo. Il se rhabille et quitte le stade pour rentrer chez lui. Une heure après son départ, Fryar percute un arbre avec sa voiture à quelques rues du stade. Blessé au visage et à la poitrine à la suite de cet étrange accident, il est hospitalisé. Il crée également la polémique en montrant ouvertement son soutien aux Mets de New York qui viennent de battre les Red Sox de Boston lors des Séries mondiales.
En 1990, il est arrêté avec un pistolet après une bagarre dans une boîte de nuit de Rhode Island.
Fryar a joué le Super Bowl XX pour les Patriots et a marqué leur seul touchdown lors de leur défaite 46 à 10 contre les Bears de Chicago. Il a récupéré pour 1 014 yards en récupérations de passes lors de la saison 1991.
Après avoir quitté les Patriots de la Nouvelle-Angleterre à la fin de la saison 1992, il joue dans les franchises des Dolphins de Miami, les Eagles de Philadelphie et les Redskins de Washington.
Il a joué 255 matchs dans sa carrière et a participé à cinq Pro Bowls en 1985, 1993, 1994, 1996 et 1997.
Fryar a arrêté sa carrière en 2001 après 17 saisons NFL. Il a récupéré 851 passes au cours de sa carrière pour une progression de 12 785 yards d'avancée et 84 touchdowns marqués. Il a aussi avancé de 242 yards à la course, 2 055 yards en retournant des punts, et 7 en rattrapant un  fumble, soit 15 594 en tout.
Après sa carrière, il est retourné dans le New Jersey où il a ouvert une église.

## Records NFL
- Réceptions pour touchdowns de 19 différents passeurs
- Nombre de saisons consécutives avec plus de 10 réceptions - 17 (1984–2000)
- Nombre de saisons consécutives avec plus de 150 yards d'avancée en réceptions de passes - 17 (1984–2000)
- Nombre de saisons consécutives avec plus de deux touchdowns en récupérant des passes - 16 (1985–2000)
- Nombre de saisons consécutives avec plus de deux touchdowns - 16 (1985–2000) - à égalité avec Marcus Allen
- Premier joueur à marquer un touchdown en réception d'une passe lors de 17 saisons consécutives (1984–2000) - (battu par Jerry Rice avec 20 saisons consécutives)
- Plus vieux joueur à avoir marqué 4 touchdowns à la réception dans un seul match le 20 octobre 1996 à 34 ans et 22 jours
- Deuxième meilleure progression totale à la passe dans une période - 211 yards le 5 septembre 1994.